# 2010年アリアンツ・スイスオープン・グシュタード
2010年アリアンツ・スイスオープン・グシュタード(2010 Allianz Suisse Open Gstaad)は、2010年7月25日から8月1日にかけてスイス・ベルン州グシュタードのロイ・エマーソン・アリーナにて開催された男子プロテニスツアーのATP250シリーズトーナメント大会である。サーフェスは屋外クレーコート。本年でオープン化後通算43回目の開催となる。

## シングルス

### シード選手
| 選手                     | 国         | ランキング* | シード |
| ------------------------ | ---------- | ----------- | ------ |
| ミハイル・ユージニー     | ロシア     | 14          | 1      |
| ニコラス・アルマグロ     | スペイン   | 18          | 2      |
| トマス・ベルッチ         | ブラジル   | 22          | 3      |
| アルベルト・モンタニェス | スペイン   | 24          | 4      |
| トミー・ロブレド         | スペイン   | 36          | 5      |
| ビクトル・ハネスク       | ルーマニア | 43          | 6      |
| リシャール・ガスケ       | フランス   | 46          | 7      |
| ポール＝アンリ・マチュー | フランス   | 52          | 8      |

*2010年7月19日付のATPランキングに基づく

### 主催者推薦
以下の3名が主催者推薦により本戦に出場した。
- ミヒャエル・ラマー
- アレクサンダー・サデッキー
- アグスティン・ベロッティ

### 予選勝者
以下の4名がシングルス予選を勝ち上がり本戦に出場した
- ファリヒ・ドゥストフ
- アンドレアス・ハイダー＝マウラー
- ヤン・マルティ
- ユーリ・シュキン

## 優勝

### シングルス
ニコラス・アルマグロ def.  リシャール・ガスケ, 7–5, 6–1
- アルマグロにとって今シーズン2度目、ツアー通算7度目のツアーシングルス優勝となった[1]。

### ダブルス
ヨハン・ブルンストロム /  ヤルコ・ニエミネン def.  マルセロ・メロ /  ブルーノ・ソアレス, 6–3, 6–7(4), [11–9]
- ブルンストロムにとってキャリア初のツアーダブルスタイトル獲得となり、ニエミネンにとって今シーズン1度目、ツアー通算2度目のツアーダブルスタイトル獲得となった[2]。